# Schulpsychologie
Schulpsychologie ist die Unterstützung von Schule in ihrem Bildungs- und Erziehungsauftrag sowie von Eltern, Schülern und anderen am Schul- und Bildungsleben beteiligten Personen mit psychologischen Methoden und Fachwissen. Sie ist ein Berufsfeld der angewandten Psychologie. Neben der Pädagogischen Psychologie stützt sie sich auf die Diagnostik, Klinische Psychologie, (Sonder-)Pädagogik und Organisationspsychologie.

## Geschichte
Der Gedanke, psychologische Ideen in die Schule zu tragen, entstand bereits im 19. Jahrhundert, wurde aber vor allem durch Bücher für den Lehrer und erste schulnahe Untersuchungen verwirklicht. Auf dem ‚Ersten deutschen Kongress für Jugendbildung und Jugendkunst‘ 1911 forderte William Stern die Einsetzung von Schulpsychologen, was in der Lehrerschaft zuerst auf starke Ablehnung traf. Der erste Schulpsychologe weltweit war wohl Cyril Burt, der 1913 am London County Council bei der Schulaufsicht eingestellt wurde. Im Rahmen des Mannheimer Schulsystems, einer gemeinschaftlichen Volksschule des Schulrats Joseph Anton Sickinger, wurde 1922 mit Hans Lämmermann der erste Schulpsychologe in Deutschland eingesetzt – zur Unterstützung des Reformprojekts. Die Nationalsozialisten stellten das Projekt 1935 ein. Wichtige Forschungsbeiträge, unter anderem Untersuchungsmethoden des Unterrichts und „Untersuchungen zur Psychologie des Lehrers“ (1925), leistete auch Woldemar Oskar Döring, der bereits 1925 eine empirische Untersuchung zur Psychologie der Schulklassen durchführte und mit William Stern zusammenarbeitete.
Nach dem Zweiten Weltkrieg entstand in Hamburg aus der Schülerkontrolle die Schülerhilfe mit einem einzelfallorientierten Beratungsansatz. Dagegen sollte die 1953/1954 entstandene Schulpsychologie in Hessen die Schule als System beraten, also Lehrer und die Schulorganisation. Im Kultusministerkonferenz-Beschluss „Beratung in Schule und Hochschule“ von 1973 wurde der Ausbau der Schulpsychologie beschlossen. Obwohl wesentlich schlechter als in vielen vergleichbaren Staaten sind die angestrebten Zahlen (Schulpsychologen : Schüler-Relation = 1:5000) bis heute bei weitem noch nicht erreicht worden. Seit Anfang der 1970er-Jahre wurden darüber hinaus Schulsozialarbeiter an deutschen Schulen eingesetzt, die seitdem ebenfalls die Schulen unterstützen. Schulpsychologen und Schulsozialarbeiter arbeiten heute eng zusammen.
1973 errichtete auch die DDR ein Schulpsychologen-Modell. Hier unterstützten Lehrer mit psychologischer Zusatzausbildung in Fortbildungen Lehrkräfte, Erzieherinnen und Kindergärtnerinnen.

## Organisation und rechtliche Verankerung
Rechtliche Grundlage für die schulpsychologische Versorgung bilden in Deutschland in der Regel Erlasse der jeweiligen Bildungs-, Kultus- oder Schulministerien. Die Schulpsychologie ist daher in jedem Bundesland anders organisiert. Schulpsychologen sind nur sehr selten an einer einzelnen (Brennpunkt-)Schule angesiedelt; meist sind es eigene Beratungsstellen, manchmal auch nur Einzelpersonen für eine ganze Region. Die Schulpsychologie ist in Deutschland nicht in allen Bundesländern Pflichtaufgabe. Die flächendeckende Versorgung wurde zwar immer wieder gefordert (Position der Kultusministerkonferenz im Jahr 1973 sowie nach dem Amoklauf von Erfurt 2002,) tatsächlich gibt es aber unversorgte Bereiche. In Baden-Württemberg, Saarland und Bayern gibt es auch kommunale Schulpsychologische Dienste. In der überwiegenden Zahl sind Schulpsychologen in Bayern Lehrkräfte, die mit einigen Unterrichtsstunden als Schulpsychologen an ihrer Schule eingesetzt sind. Träger kann neben dem Öffentlichen Dienst auch eine private Schule sein.
Schulpsychologie ist in NRW eine gemeinsame Aufgabe des Landes und der der Kommunen. Die Kooperation zwischen Kreisen/kreisfreien Städten und dem Land NRW wird über individuelle Rahmenvereinbarungen festgelegt und über ein gemeinsames regionales Einsatzmanagement fortlaufend konkretisiert und abgestimmt. Landesbedienstete Psychologen und kommunal bedienstete Psychologen arbeiten in diesen Einrichtungen gemeinsam. Dies ist bundesweit eine einzigartige Konstruktion. Daher gibt es in NRW auch teilweise sehr große schulpsychologische Dienste (z. B. in Köln, Düsseldorf oder Münster).
In Österreich ist die Schulpsychologie-Bildungsberatung rechtlich abgesichert, jeder Stadtschulrat (Wien) bzw. Landesschulrat eines Bundeslandes hat einen Schulpsychologischen Dienst einzurichten, wahlweise als Abteilung im Stadt- oder Landesschulrat selbst oder in Außenstellen. Das Schulpsychologische Fachpersonal wird vom Unterrichtsministerium bereitgestellt und den Stadt- und Landesschulräten dienstzugeteilt.
Schulpsychologen arbeiten in Deutschland systemisch in Zusammenarbeit mit den Lehrkräften und Schulen. Neben der Unterstützung von Lehrkräften werden auch Schülerinnen und Schüler sowie Eltern im Rahmen der Einzelfallberatung unterstützt.

## Arbeitsgrundlagen
Schulpsychologen greifen zurück auf die
- Grundlagen der Psychologie wie Allgemeine Psychologie (Lernen, Gedächtnis, Aufmerksamkeit, Emotion, Motivation); Entwicklungspsychologie; Sozialpsychologie; Differentielle- und Persönlichkeitspsychologie; Biologische Psychologie /Neuropsychologie
- angewandte Psychologie wie Interventionspsychologie; Klinische Psychologie; Arbeits- und Organisationspsychologie; Pädagogische Psychologie
- Methoden wie psychologische Diagnostik; psychologische Methodenlehre; Evaluationsforschung
- Nachbardisziplinen wie Pädagogik; Sozialwissenschaften; Medizin

Im Land Berlin (früher West-Berlin) waren ab 1968 alle Schulpsychologen nicht nur im Fach diplomiert, sondern auch Lehrer mit 2. Staatsexamen; diese Einstellungsvoraussetzung galt bis 2007 und hat dazu beigetragen, dass die Beschäftigten in hohem Grade schulisches Praxiswissen einbrachten und – im Vergleich – von ihren unterrichtenden Kollegen in den jeweiligen Schulformen und -zweigen bekannt waren. Im Land Bayern sind Schulpsychologen in der Regel Lehrkräfte, die ein Aufbaustudium in Psychologie absolviert haben und an ihren Schulen schulpsychologische Beratung durchführen. In allen anderen deutschen Bundesländern sind Schulpsychologen Psychologen mit Diplom- oder Masterabschluss in Psychologie.
International ist Schulpsychologie oft ein eigenes Ph.D. Studium. D. h., Schulpsychologie kann nach dem (in der Regel mindestens vier Jahre umfassenden) Bachelor in Psychologie in einem speziellen Graduiertenstudium (von 6–7 Jahren Dauer) studiert werden, dem noch ein einjähriges supervidiertes spezielles Praktikum anzuschließen ist. In Deutschland kann an der Universität Tübingen ein Master of Science in Schulpsychologie im Rahmen eines konsekutiven Studienganges erworben werden. Dieser Studiengang ist jedoch keine Voraussetzung, um als Schulpsychologe arbeiten zu können.
In Österreich durchlaufen die Schulpsychologen des Unterrichtsministeriums innerhalb der ersten fünf Jahre ihrer Anstellung einen eigenen Dienstprüfungskurs mit psychologischen, juristischen und pädagogischen Elementen.

## Aufgaben
Grundsätzlich gehören zu den Aufgaben der schulpsychologischen Beratungsstellen u. a. Angebote an Fortbildung, Supervision und Einzelfallberatung für Lehrer, individuelle Beratung von Eltern und Kindern, Systemberatung der Schulleitung und Gewaltprävention sowie Krisenintervention. Nicht an jeder Schule wird dasselbe Unterstützungsangebot vorgehalten.
Zu den Maßnahmen gehören sowohl Einzel- als auch Gruppengespräche, an denen je nach Fallkonstruktion und Bedarf Lehrer, Sozialpädagogen und Eltern beteiligt werden. Dabei gilt es, die Gesprächsteilnehmer mit der jeweils anderen Perspektive der Beteiligten vertraut zu machen, gemeinsam neue Perspektiven zu entwickeln und mögliche Lösungen für die Schulschwierigkeiten der Schüler zu erwägen. Zu den Methoden der Beratungsstellen gehören neben der Moderation von Gesprächen auch die Anwendung psychodiagnostischer Verfahren sowie Verhaltensbeobachtungen während des Unterrichts. Zu den angestrebten Zielen gehören die Entwicklung von Kommunikationskompetenzen und eine Erweiterung der Fähigkeiten zur Gestaltung von Beziehungen, aber auch Inklusion und Begabtenförderung.

## Berufsverbände
Die Sektion Schulpsychologie des Berufsverbandes Deutscher Psychologinnen und Psychologen (BDP) organisiert interessierte Kollegen. Zudem gibt es in einzelnen Bundesländern entsprechende Landesverbände Schulpsychologie. Die GEW Berlin führt eine Gruppe Schulpsychologie. Der BDP organisiert über eine Tochtergesellschaft, die Deutsche Psychologen Akademie, ein Curriculum Schulpsychologie.
In Österreich werden die Psychologen in der Schulpsychologie-Bildungsberatung von der Fachsektion Pädagogische und Bildungspsychologie des Berufsverbandes Österreichischer PsychologInnen (BÖP) vertreten und es existiert ein eigener Berufsverband Österreichischer Schulpsychologinnen und Schulpsychologen (BÖSS).

## Bekannte deutsche Schulpsychologen
- Caterina Gawrilow
- Manfred Günther
- Rolf Hensel
- Harald Karutz
- Erich Perlwitz
- Klaus Schüttler-Janikulla
- Klaus Seifried

### Handbücher
- Fleischer, Grewe, Jötten, Klaus Seifried, Sieland (Hrsg.): Handbuch Schulpsychologie. Kohlhammer, Stuttgart 2007, ISBN 978-3-17-018643-9.
- Klaus Seifried, Stefan Drewes, Marcus Hasselhorn (Hrsg.): Handbuch Schulpsychologie. Kohlhammer Verlag, 2016, 2. vollständig überarbeitete Auflage, ISBN 978-3-17-026129-7.